# Lee Yong-seung
Đây là một tên người Triều Tiên, họ là Lee.
Lee Yong-Seung  (tiếng Hàn: 이용승; sinh ngày 28 tháng 9 năm 1984) là một cầu thủ bóng đá Hàn Quốc thi đấu ở vị trí tiền đạo cho Busan TC.